# Mary Barnes
Mary Edith Barnes, née le 9 février 1923 à Portsmouth et morte à Tomintoul le 29 juin 2001 est une infirmière anglaise qui, après un passage par l'antipsychiatrie, devint un peintre reconnu. Elle est particulièrement connue pour sa documentation sur son expérience de la schizophrénie au sein de la communauté thérapeutique expérimentale de R. D. Laing à Kingsley Hall, Londres,. Elle est référencée dans le livre The Psychopath Test de Jon Ronson et Schizophrenia de Thomas Szasz. Elle raconte son expérience dans un livre écrit avec son thérapeute Joseph Berke : Un voyage à travers la folie.